# BOSS Open 2022
BOSS Open 2022 là một giải quần vợt nam thi đấu trên mặt sân cỏ ngoài trời. Đây là lần thứ 44 Giải quần vợt Stuttgart Mở rộng được tổ chức, và là một phần của ATP Tour 250 trong ATP Tour 2022. Giải đấu diễn ra tại Tennis Club Weissenhof ở Stuttgart, Đức, từ ngày 6 đến ngày 12 tháng 6 năm 2022.

## Điểm và tiền thưởng

### Phân phối điểm
| Sự kiện | VĐ  | CK  | BK | TK | Vòng 1/16 | Vòng 1/32 | Q  | Q2 | Q1 |
| Đơn     | 250 | 150 | 90 | 45 | 20        | 0         | 12 | 6  | 0  |
| Đôi     | 250 | 150 | 90 | 45 | 0         | —         | —  | —  | —  |

### Tiền thưởng
| Sự kiện | VĐ      | CK      | BK      | TK      | Vòng 1/16 | Vòng 1/32 | Q2     | Q1     |
| Đơn     | €53,280 | €38,200 | €27,195 | €18,130 | €11,660   | €7,010    | €3,425 | €1,780 |
| Đôi*    | €19,880 | €14,240 | €9,390  | €6,090  | €3,580    | —         | —      | —      |

*mỗi đội

## Nội dung đơn ATP

### Hạt giống
| Quốc gia | Tay vợt              | Xếp hạng1 | Hạt giống |
| -------- | -------------------- | --------- | --------- |
| GRE      | Stefanos Tsitsipas   | 4         | 1         |
| ITA      | Matteo Berrettini    | 10        | 2         |
| POL      | Hubert Hurkacz       | 13        | 3         |
| CAN      | Denis Shapovalov     | 15        | 4         |
| GEO      | Nikoloz Basilashvili | 24        | 5         |
| ITA      | Lorenzo Sonego       | 35        | 6         |
| KAZ      | Alexander Bublik     | 42        | 7         |
| FRA      | Ugo Humbert          | 46        | 8         |

- 1 Bảng xếp hạng vào ngày 23 tháng 5 năm 2022.

### Vận động viên khác
Đặc cách:
- Feliciano López
- Jan-Lennard Struff
- Stefanos Tsitsipas

Vượt qua vòng loại:
- Radu Albot
- Christopher O'Connell
- Jurij Rodionov
- Dominic Stricker

### Rút lui
Trước giải đấu
- Lloyd Harris → thay thế bởi  Daniel Altmaier
- Sebastian Korda → thay thế bởi  João Sousa
- Reilly Opelka → thay thế bởi  Jiří Lehečka
- Holger Rune → thay thế bởi  Denis Kudla

## Nội dung đôi ATP

### Hạt giống
| Quốc gia | Tay vợt        | Quốc gia | Tay vợt       | Xếp hạng1 | Hạt giống |
| -------- | -------------- | -------- | ------------- | --------- | --------- |
| GER      | Tim Pütz       | NZL      | Michael Venus | 30        | 1         |
| AUS      | John Peers     | SVK      | Filip Polášek | 31        | 2         |
| POL      | Hubert Hurkacz | CRO      | Mate Pavić    | 39        | 3         |
| FRA      | Fabrice Martin | GER      | Andreas Mies  | 77        | 4         |

- 1 Bảng xếp hạng vào ngày 23 tháng 5 năm 2022.

### Vận động viên khác
Đặc cách:
- Dustin Brown /  Evan King
- Petros Tsitsipas /  Stefanos Tsitsipas

### Rút lui
Trước giải đấu
- Alexander Bublik /  Holger Rune → thay thế bởi  Alexander Bublik /  Nick Kyrgios
- Santiago González /  Andrés Molteni → thay thế bởi  Jonathan Erlich /  Aslan Karatsev
- Kevin Krawietz /  Andreas Mies → thay thế bởi  Fabrice Martin /  Andreas Mies
- Nikola Mektić /  Mate Pavić → thay thế bởi  Hubert Hurkacz /  Mate Pavić

## Nhà vô địch

### Đơn
- Matteo Berrettini đánh bại  Andy Murray 6–4, 5–7, 6–3

### Đôi
- Hubert Hurkacz /  Mate Pavić đánh bại  Tim Pütz /  Michael Venus, 7–6(7–3), 7–6(7–5)